# Parion
Parion (lateinisch Parium) ist eine antike griechische Stadt in Mysien an der südlichen Küste des Hellesponts (Dardanellen) in der Nähe des heutigen türkischen Ortes Kemer (griechisch: Kamares).

## Geschichte

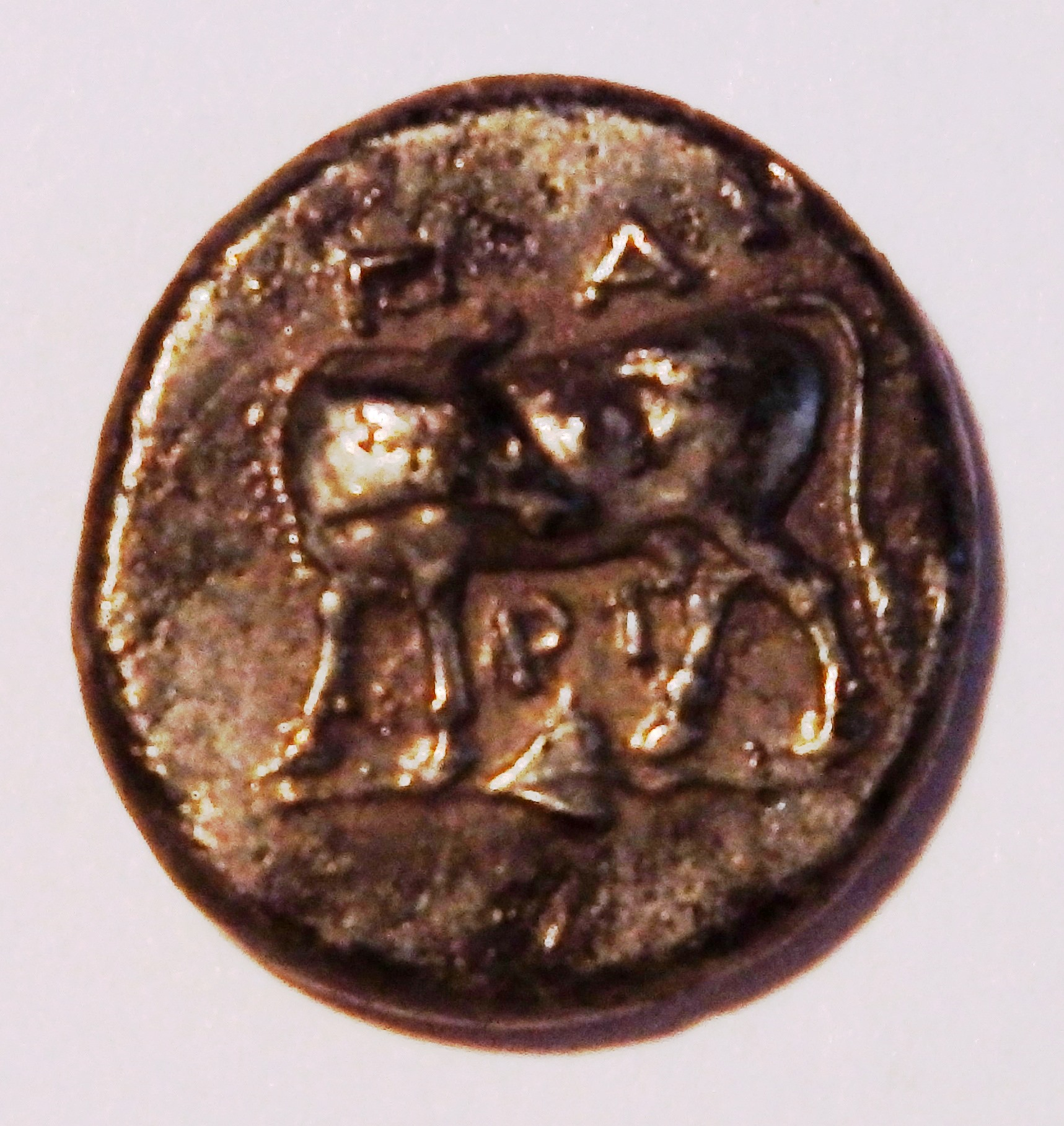
Hemidrachme aus Parion, Stier, ca. 350–300 v. Chr. geprägt

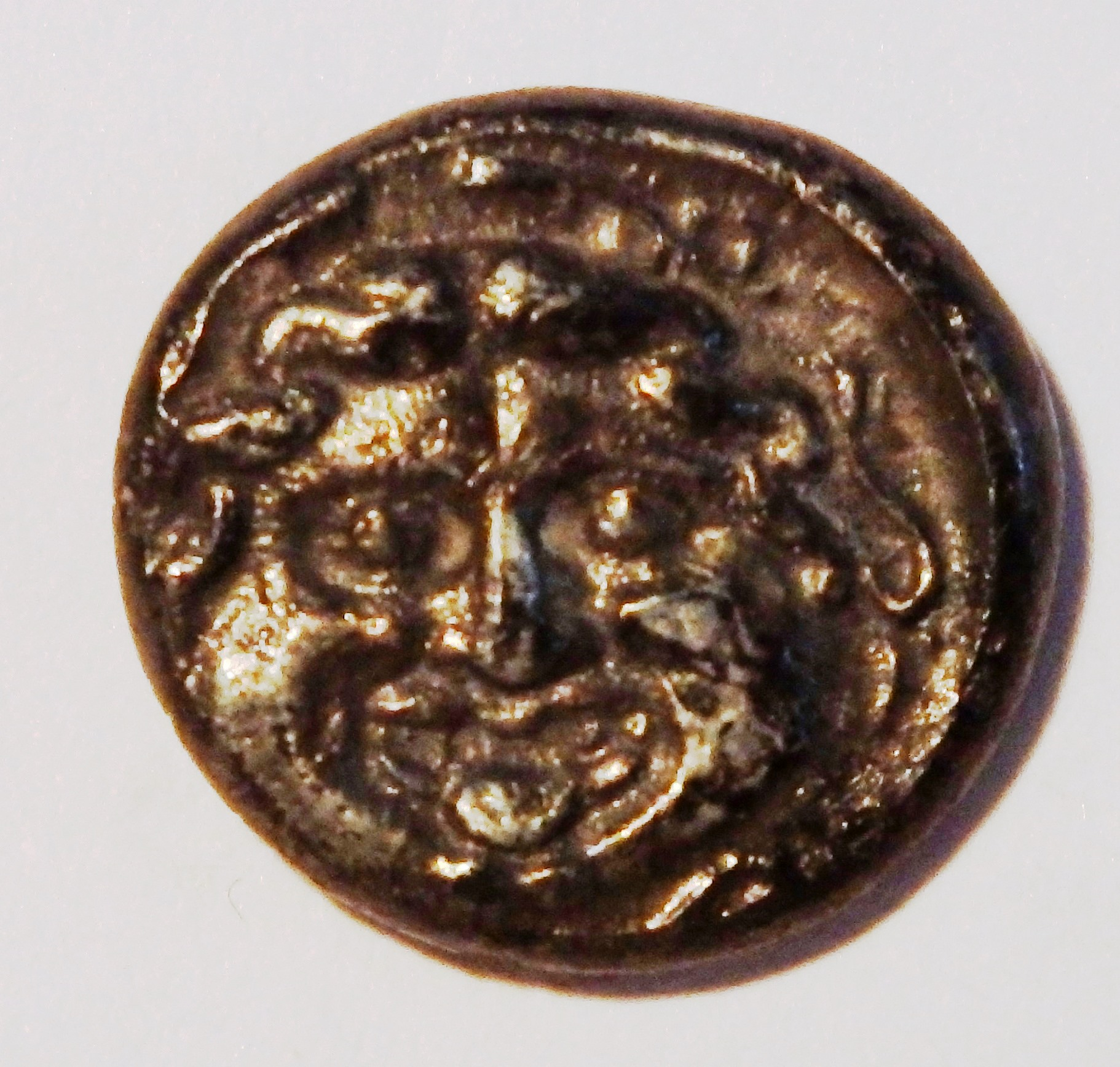
Hemidrachme aus Parion, Rückseite, Gorgoneion, Szaivert/Sear 3894

Parion, zwischen Lampsakos und Priapos in der Nähe des Kaps von Tersana-Bounou gelegen, wurde wohl von Pariern gegründet, daher der Name. Es gehörte zum Delisch-Attischen Seebund, in hellenistischer Zeit zum Einflussbereich des Lysimachos, später zum Reich der Attaliden von Pergamon.
In römischer Zeit wurde Parion unter Augustus zur Colonia Pariana Iulia Augusta ernannt. Mehrere Inschriften nennen den Kaiser Hadrian (regierte 117–138) als Gründer der Stadt (lateinisch conditor coloniae); auf städtischen Münzprägungen dieser Zeit erscheint die Stadt als Colonia Gemella Iulia Hadriana Pariana. Es ist unklar, ob sich diese Angaben auf eine tatsächliche (Neu-)Gründung der Ortschaft beziehen oder beispielsweise auf eine Vergrößerung des Stadtareals beziehungsweise eine besondere Förderung durch diesen Kaiser.

## Archäologie
In Parion befand sich ein monumentaler Altar, der laut dem antiken Schriftsteller Strabon Seitenlängen von einem Stadion aufwies. Das Bauwerk wurde teilweise sogar als eines der sieben Weltwunder eingestuft, ist archäologisch jedoch bisher nicht nachweisbar.

## Kirchengeschichte
Die christliche Gemeinde wurde, nach den Märtyrerakten des Hl. Onesiphoros, angeblich schon vor 180 gegründet und war ursprünglich Suffragan von Kyzikos. Seit 640 war die Gemeinde wegen ihrer Bedeutung Erzdiözese und existierte als solche bis zum Ende des 13. Jahrhunderts, dann wurde sie vom byzantinischen Kaiser Andronikos II. zum Metropolitansitz unter dem Namen „Pegæ und Parium“ erhoben. Ein namentlich nicht näher bekannter lateinischer Bischof wurde 1209 von Papst Innozenz III. ernannt. 1354 wurde die Metropolie aufgehoben, ihr letzter Inhaber erhielt als Ausgleich den Sitz von Sozopolis in Thrakien.
Heute ist Parium ein Titularerzbistum der römisch-katholischen Kirche.
Bekannte Heilige
- Menignos, unter Kaiser Decius als Märtyrer gestorben, Fest am 22. November
- Theogenes, Bischof und Märtyrer, Fest am 3. Januar
- Basilios, Bischof und Märtyrer (9. Jahrhundert), Fest am 12. April.